# Луиза дю Пьерри
Луиза дю Пьерри (или Дьюпери, фр. Louise du Pierry / Dupiery), урожденная Элизабет Луиза Фелисите Пурра де ла Мадлен (фр. Elisabeth Louise Felicité Pourra de la Madeleine, 1746 — ~1807) — француженка, астроном и профессор, член Академии наук де Безье (Académie des Sciences de Béziers).
Была ученицей Жозефа Жерома Лефрансуа де Лаланда в 1779 году.
В 1789 году она стала первой женщиной-профессором в парижской Сорбонне как ведущая курса астрономии для женщин-студенток (Cours d’astronomie ouvert pour les dames et mis à leur portée). Она предсказала затмения, вычислила продолжительность дня и ночи и собрала таблицы преломления. Работа была опубликована в 1799 году.
Год её смерти неизвестен, но в 1807 году она была ещё жива. Жером де Лаланд упомянул её в своей работе Astronomie des Dames (1790), где она упоминается как идеальная женщина-интеллектуалка.